# Algo parecido a la felicidad
Algo parecido a la felicidad película dirigida por Bohdan Sláma en el año 2005. Coproducción entre la República Checa y Alemania

## Argumento
Monika, Tonik y Dasha, tres amigos de la infancia, viven en un conjunto de bloques de las afueras de una pequeña ciudad industrial del norte de la República Checa. Monika, que posee un gran corazón, trabaja en un supermercado. Pasa sus días esperando que su novio, que ahora vive en Estados Unidos, le mande un billete de avión para que pueda reunirse con él allí. Tonik, que siempre ha estado enamorado de Monika, dejó a unos padres conservadores para irse a vivir con una tía inconformista. Y Dasha, madre de dos niños pequeños que sale con un hombre casado, no está viviendo su mejor momento. Por ello la ingresan en un hospital psiquiátrico cuando empieza a perder la cabeza. En ese momento, Monika y Tonik se ocupan de sus hijos y sin saber cómo, todo empieza a ir mejor en sus vidas.

## Reparto
- Anna Geislerová como Dasha
- Pavel Liška como Toník
- Tatiana Vilhelmová como Monika
- Marek Daniel como Jára
- Zuzana Kronerová como Teta
- Vanda Hybnerová como Ženuška
- Roman Zach como Jirí

## Premios
La película ha obtenido los siguientes premios
- Premios León checo a la mejor película 2005.
- Concha de Oro a la mejor película del Festival Internacional de Cine de San Sebastián de 2005.[2]